# 达莎·阿斯塔菲耶娃
达丽雅·「达莎」·维克托里夫娜·阿斯塔菲耶娃（烏克蘭語：Дарія (Даша) Вікторівна Аста́ф'єва，1985年8月4日—），是乌克兰女模特、歌手和演员。2003年开始从事模特事业的她曾是乌克兰流行二人组NikitA的创始成员，也是2007年乌克兰花花公子年度玩伴女郎、美国花花公子55周年的玩伴女郎。